# Adžami (Tel Aviv)

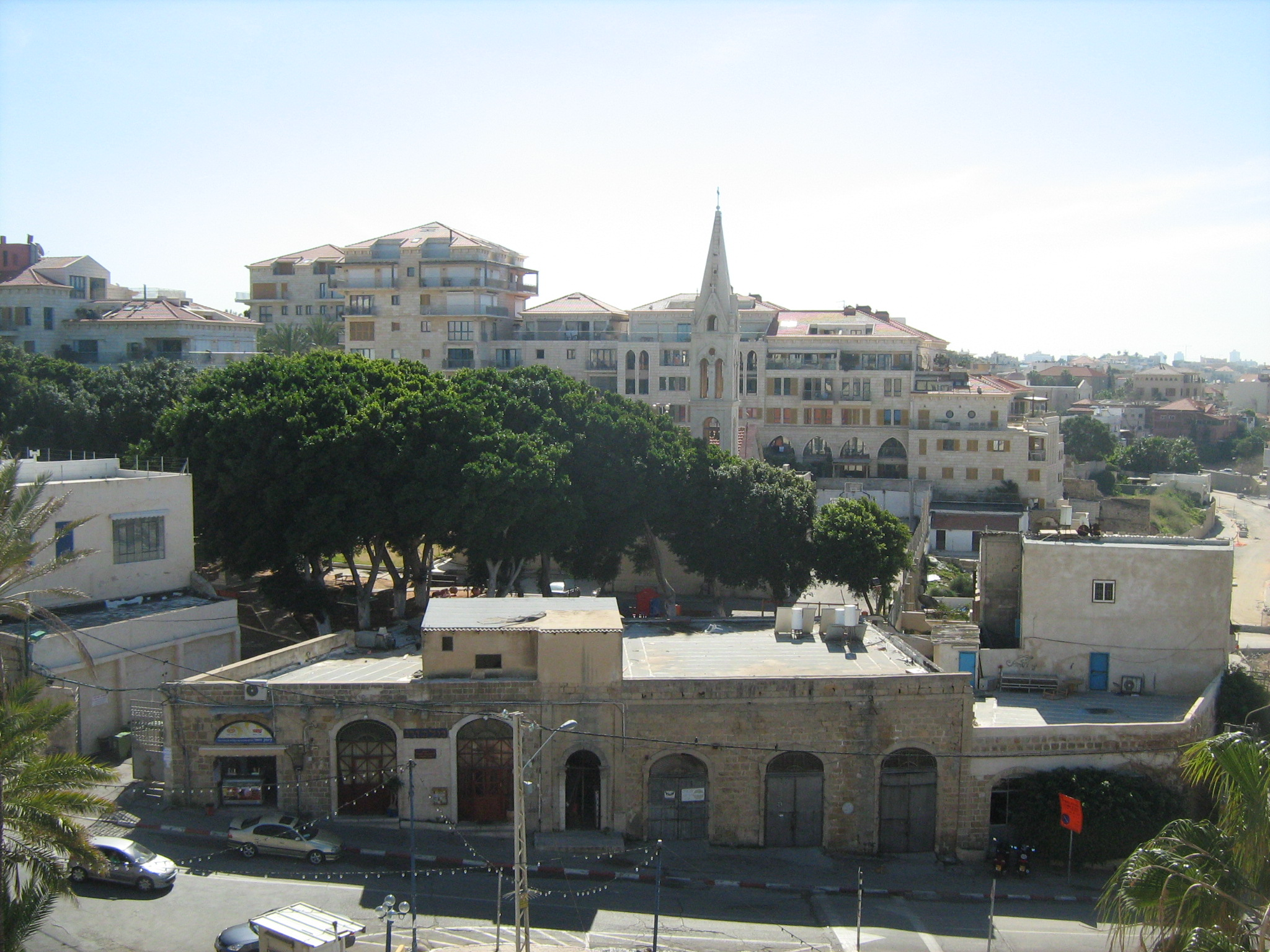
Zástavba ve čtvrti Adžami, pravoslavný kostel sv. Jiří

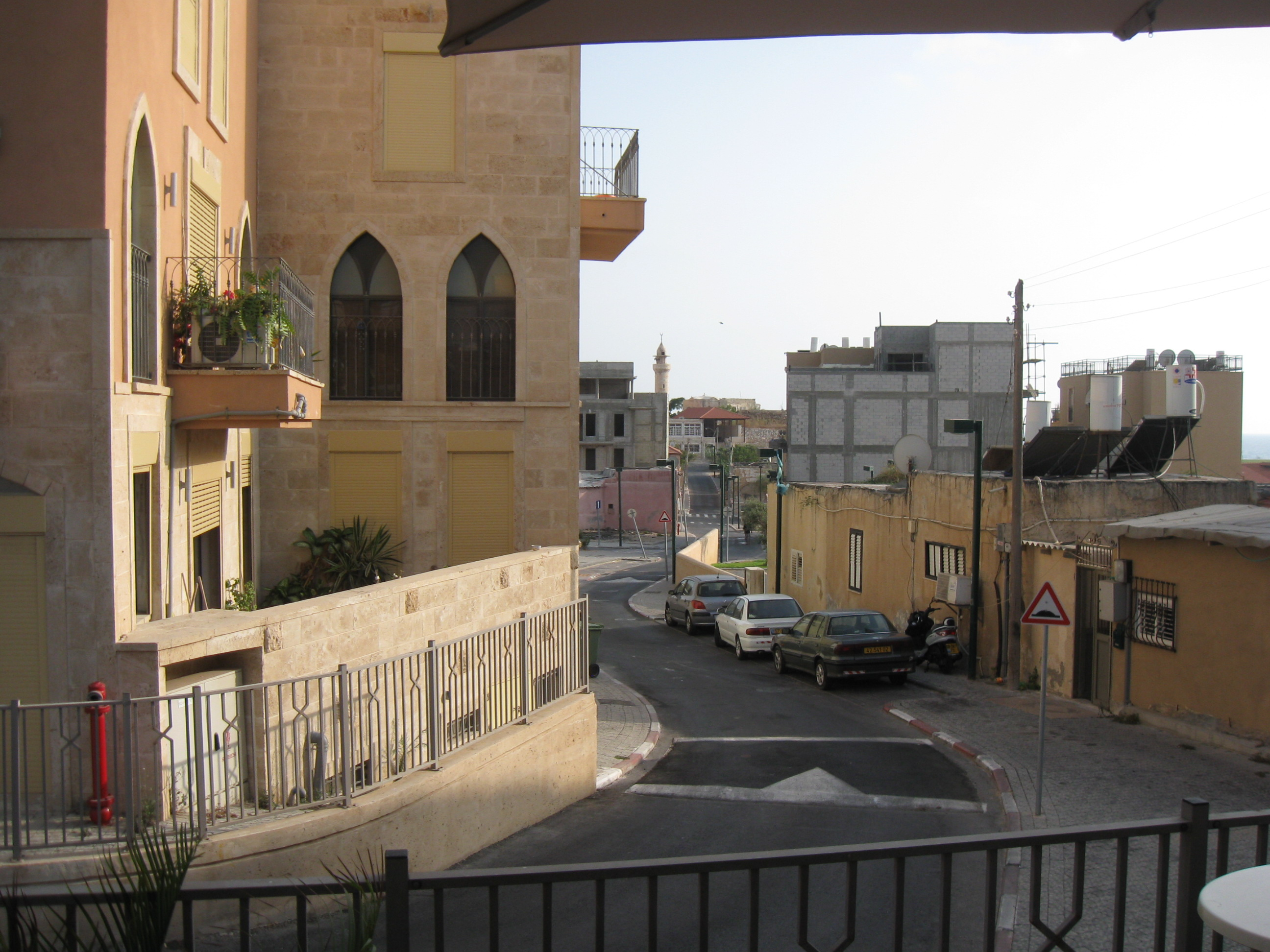
Zástavba ve čtvrti Adžami

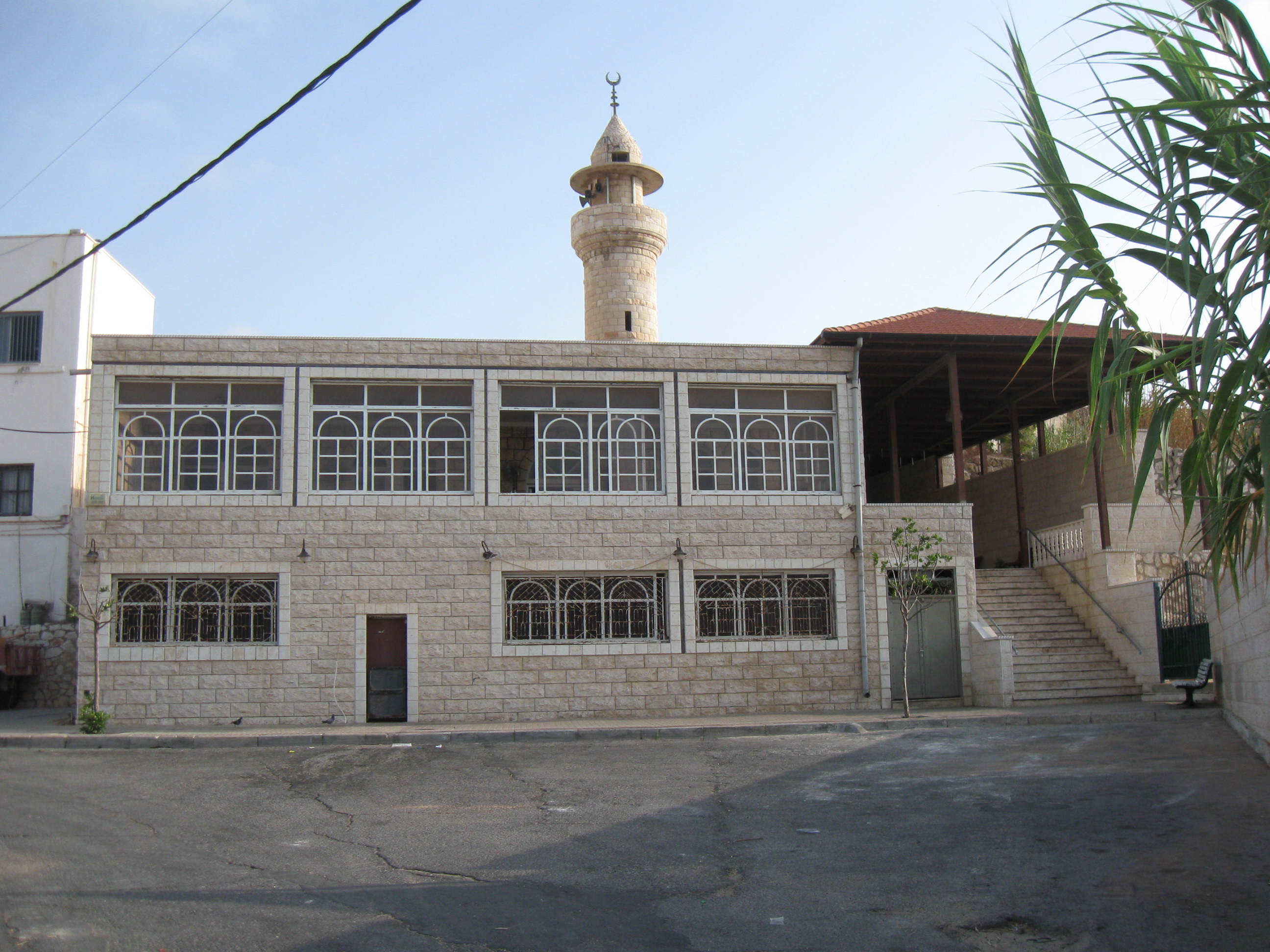
Zástavba ve čtvrti Adžami, mešita al-Adžami

Adžami (hebrejsky: עג'מי, arabsky: حي العجمي‎ , anglicky: Ajami) je čtvrť v jihozápadní části Tel Avivu v Izraeli. Je součástí správního obvodu Rova 7 (Jaffa).

## Geografie
Leží na jihozápadním okraji Tel Avivu, při pobřeží Středozemního moře, cca 1 kilometr jižně od historického jádra Jaffy, v nadmořské výšce okolo 10-35 metrů. Severně od ní leží Stará Jaffa, oddělená Jižně od ní leží čtvrť Giv'at Alija, východně odtud je to čtvrť Cahalon.

## Popis čtvrti
Čtvrť volně vymezuje ze severu ulice Louse Pasteura, z východu ulice Jefet a ze západu mořské pobřeží. Zástavba má charakter husté městské výstavby na rostlém historickém půdorysu s četnými dochovanými stavbami skalními sklípky arabské provenience.
V severovýchodní části se nachází veřejný park Toulouse, četné církevní stavby (mešita al-Adžami, křesťanské kostely a množství domů, které v poslední době procházejí rekonstrukcí s tím, jak se čtvrť stává atraktivní. Na severním okraji čtvrtě stojí starý židovský hřbitov.
Film nazvaný Adžami, který se zde odehrává, byl v roce 2009 nominován na Oscara v kategorii cizojazyčný film.